# الحسن بن قحطبة
الحَسَن بن قَحْطَبَة الطائي (97 - 181 ه‍ = 716 - 797 م) أحد القادة الشجعان المقدمين في بدء العصر العباسي. استخلفه المنصور (سنة 136 ه‍) على أرمينية، ثم استقدمه (سنة 137) لمساعدة أبي مسلم الخراساني، على قتال عبد الله بن علي. وسيره (سنة 140) مع عبد الوهاب بن إبراهيم الإمام، في سبعين ألفاً، إلى (ملطية) فكان للحسن فيها أثر عظيم. وغزا الصائفة (سنة 162) في ثمانين ألفاً، فأوغل في بلاد الروم، وسمته الروم (التنين). توفي في بغداد.

## حياته
الحسن بن قحطبة هو ابن قحطبة بن شبيب الذي قاد الثورة العباسية التي أطاحت بالخلافة الأموية جنبا إلى جنب مع أبي مسلم الخراساني.كان حسن الفعال في قضية الخلافة العباسية في خراسان خلال السنوات التي سبقت الثورة، عاملاً كـنقيب. أما قحطبة فإنه سير ابنه الحسن بعد نزوله الري بثلاث ليال إلى همدان، فلما توجه إليها سار عنها مالك بن أدهم ومن كان بها من أهل الشام وأهل خراسان إلى نهاوند فأقام بها، وفارقه ناس كثير، ودخل الحسن همذان وسار منها إلى نهاوند فنزل على أربعة فراسخ من المدينة، فأمده قحطبة بأبي الجهم بن عطية مولى باهلة في سبعمائة، وأطال حتى أطاف بالمدينة وحصرهم. خلال الثورة نفسها، جنبا إلى جنب مع والده كان واحدا من القادة الرئيسيين في الحملة التي جلبت الجيوش العباسية من خراسان إلى العراق، وشارك في ملاحقة نصر بن سيار الكناني والاننصار في نهاوند وعلى الرغم من وفاة والده في معركة ضد الحاكم الأموي يزيد بن عمر بن هبيرة قاد الحسن الجيش الخراساني إلي الكوفة.
بعد الثورة، خدم الحسن الخليفة المستقبلي أبو جعفر المنصور (754-775)، كحاكم في أرمينيا، الذي ساعد في التهدئة، ووقف مع المنصور ضد ثورة عبد الله بن علي في سوريا في 754. بعد ذلك، تم تعيينه في بعض الأحيان في الحدود مع الإمبراطورية البيزنطية، حيث قاد غارات الصيف إلى آسيا الصغرى في حصار كماخ (766) وفي 779 و 780 .
وربما أيضا يعرف الحسن باسم (Mouchesias (Μουχεσίας وذلك في المصادر البيزنطية أو ما يعني التنين، توفي في 797 عن عمر يناهز ال 84 عاما.
شغل أبنائه محمدو علي وسعيد أيضا مناصب حكومية في مختلف الولايات.ولكن في الفتنة الرابعة، جميعهم وقفوا مع الأمين ضد المأمون. فقدوا السلطة كما هو الحال مع معظم العائلات العباسية القديمة، وأيضا فقدوا ثرواتهم، بعد انتصار المأمون علي أخيه.